# Botnsdalsfjall
Botnsdalsfjall är ett berg i republiken Island. Det ligger i regionen Austurland, i den östra delen av landet, 400 km öster om huvudstaden Reykjavík. Toppen på Botnsdalsfjall är 1 013 meter över havet, eller 76 meter över den omgivande terrängen. Bredden vid basen är 1,4 km.
Trakten runt Botnsdalsfjall är nära nog obefolkad, med mindre än två invånare per kvadratkilometer. Närmaste större samhälle är Seyðisfjörður, 16,8 km söder om Botnsdalsfjall. Trakten runt Botnsdalsfjall består i huvudsak av gräsmarker.